# Saison 2 de The Carrie Diaries
Chronologie
Saison 1
Cet article présente le guide des épisodes de la deuxième saison de la série télévisée américaine The Carrie Diaries .

## Diffusion
- Le 9 mai 2013, la série a été officiellement renouvelée pour une deuxième saison par le réseau The CW[1].
- Au Canada, elle a été diffusée sur Citytv.
- En France, elle a été diffusée sur ELLE Girl.
- La série est inédite dans tous les autres pays francophones.

## Distribution

### Acteurs principaux
- AnnaSophia Robb : Carrie Bradshaw
- Austin Butler : Sebastian Kydd
- Ellen Wong : Jill « Mouse » Thompson
- Katie Findlay : Maggie Landres
- Stefania Owen : Dorrit Bradshaw, la petite sœur de Carrie
- Brendan Dooling : Walt Reynolds
- Chloe Bridges : Donna Ladonna
- Freema Agyeman : Larissa Loughton
- Matt Letscher : Tom Bradshaw, père de Carrie et Dorrit
- Lindsey Gort : Samantha Jones[2]

### Acteurs récurrents et invités
- Josh Salatin : Simon Byrnes, policier
- Whitney Vance et Alexandra Miller : The Jens, elles suivent Donna
- Evan Crooks : Miller, petit ami de Dorrit
- Jake Robinson : Bennet Wilcox, collègue de Larissa et petit-ami de Walt.
- R.J. Brown : Thomas West, petit-ami de Mouse
- Kyle Harris : Seth
- Richard Kohnke : George Silver
- Scott Cohen : Harlan, père de George
- Nadia Dajani : Deb
- Noelle Beck : Ginny, mère de Sebastian
- Molly Sims : Vicky[3]
- Chris Wood : Adam Weaver[4]

## Épisodes

### Épisode 1:Échec et mat
- États-Unis : 25 octobre 2013 sur The CW[5]
- Canada : 30 mai 2014 sur Citytv
- France : 3 janvier 2017 sur ELLE Girl

- États-Unis : 781 000 téléspectateurs[6] (première diffusion)

### Épisode 2:Oser la vérité
- États-Unis : 1er novembre 2013 sur The CW
- France : 10 janvier 2017 sur ELLE Girl

- États-Unis : 890 000 téléspectateurs[7] (première diffusion)

### Épisode 3:L'art d'être zen
- États-Unis : 8 novembre 2013 sur The CW
- France : 10 janvier 2017 sur ELLE Girl

- États-Unis : 773 000 téléspectateurs[8] (première diffusion)

### Épisode 4: Limites
- États-Unis : 15 novembre 2013 sur The CW
- France : 17 janvier 2017 sur ELLE Girl

- États-Unis : 783 000 téléspectateurs[9] (première diffusion)

### Épisode 5: Dangereusement proches
- États-Unis  : 22 novembre 2013 sur The CW
- France : 17 janvier 2017 sur ELLE Girl

- États-Unis : 710 000 téléspectateurs[10] (première diffusion)

### Épisode 6: Toi close for comfort
- États-Unis : 6 décembre 2013 sur The CW
- France : 24 janvier 2017 sur ELLE Girl

- États-Unis : 910 000 téléspectateurs[11] (première diffusion)

### Épisode 7: La rumeur
- États-Unis : 13 décembre 2013 sur The CW
- France : 24 janvier 2017 sur ELLE Girl

- États-Unis : 700 000 téléspectateurs[12] (première diffusion)

### Épisode 8:Secondes chances
- États-Unis : 20 décembre 2013 sur The CW
- France : 31 janvier 2017 sur ELLE Girl

- États-Unis : 730 000 téléspectateurs[13] (première diffusion)

### Épisode 9:Sous pression
- États-Unis : 3 janvier 2014 sur The CW
- France : 31 janvier 2017 sur ELLE Girl

- États-Unis : 990 000 téléspectateurs[14] (première diffusion)

### Épisode 10:Espoirs déçus
- États-Unis : 10 janvier 2014 sur The CW
- France : 7 février 2017 sur ELLE Girl

- États-Unis : 810 000 téléspectateurs[15] (première diffusion)

### Épisode 11:L'Instinct animal
- États-Unis : 17 janvier 2014 sur The CW
- France : 7 février 2017 sur ELLE Girl

- États-Unis : 860 000 téléspectateurs[16] (première diffusion)

### Épisode 12:Le poids des traditions
- États-Unis : 24 janvier 2014 sur The CW
- France : 14 février 2017 sur ELLE Girl

- États-Unis : 900 000 téléspectateurs[17] (première diffusion)

### Épisode 13:Au revoir mais pas adieu
- États-Unis : 31 janvier 2014 sur The CW[18]
- France : 14 février 2017 sur ELLE Girl

- États-Unis : 860 000 téléspectateurs[19] (première diffusion)